# 達爾湖硬頭魚
達爾湖硬頭魚(学名：Craterocephalus dalhousiensis），為輻鰭魚綱銀漢魚目銀漢魚科的其中一種，被IUCN列為易危保育類動物，分布於澳洲南部达尔豪斯（Dalhousie）淡水流域，體長可達8公分，為熱帶魚類，棲息在水質清澈、流動或靜止的泉水及小溪，生活習性不明。